# Herinneringskruis aan Eckernförde "1849"
Het Herinneringskruis aan Eckernförde "1849" (Duits: Erinnerungskreuz für Eckernförde) werd in 1851 door hertog Ernst II van Saksen-Coburg en Gotha ingesteld. De onderscheiding moest herinneren aan de felle gevechten die tijdens de Deens-Duitse Oorlog op 5 april 1849 bij Eckernförde werden geleverd door de verbonden staten van de Duitse Bond waaronder Saksen-Coburg en Gotha. De bondgenoten vochten tegen Deense troepen die een landing wilden uitvoeren.
De Deense aanval werd afgeslagen. Aan Duitse zijde vielen 4 doden. De Denen verloren een groot oorlogsschip, 105 doden, 61 gewonden en ongeveer 1000 Deense militairen werden gevangengenomen. De Duitse bevelhebber Ernst II werd populair als de overwinnaar van Eckernförde.
Het Herinneringskruis werd in twee uitvoeringen uitgereikt:
- Herinneringskruis voor officieren. Een verzilverd bronzen kruis.
- Herinneringskruis voor onderofficieren en manschappen. Een bronzen kruis[1].

Er is ook een zwartgemaakt (gepatineerd) ijzeren kruis bekend

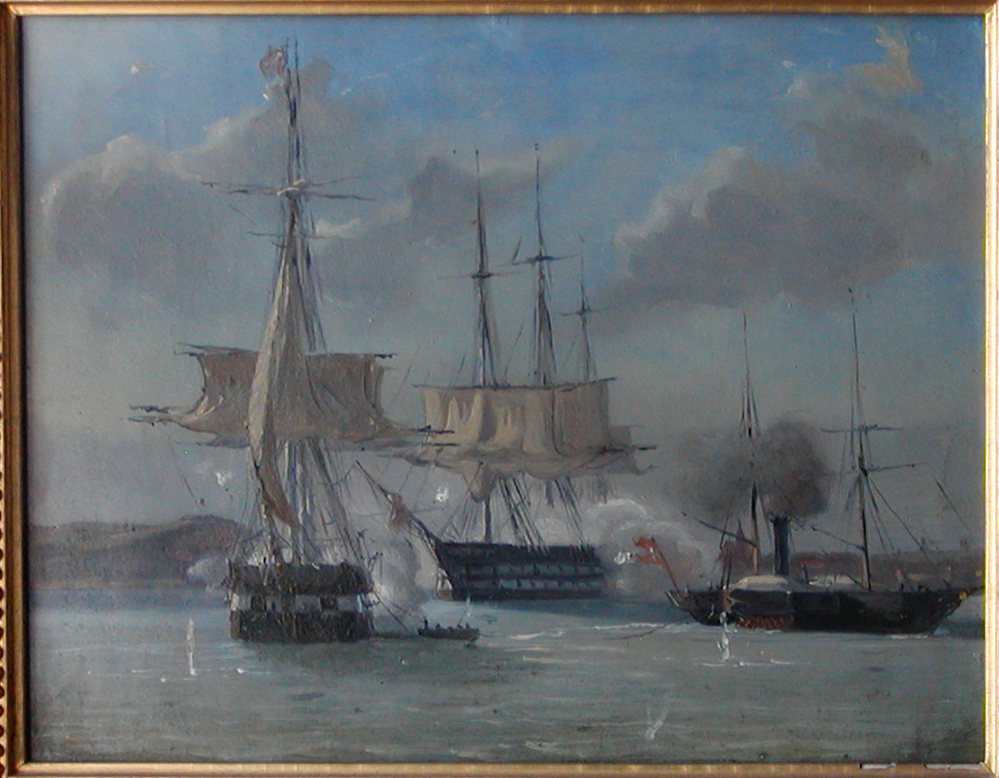
Het gevecht

Het kruis was afgezien van het materiaal, in beide gevallen gelijk. Het is een kruis pattée met op de verticale kruisarm het gekroonde monogram "E" en op de onderste kruisarm een anker (voorzijde) of eikenkrans (keerzijde). Op de horizontale arm staat "ECKERNFOERDE" (voorzijde) en "D. 5 APRIL 1849" (keerzijde).
Het kruis werd met een gesoldeerd oog en een ring aan een oranje-groen-zwart lint op de linkerborst gedragen.